# Wacker Chemie
Wacker Chemie (WCH) is een wereldwijd opererend chemieconcern met het hoofdkantoor in München. Het is in 1914 opgericht door Alexander Wacker en anno 2021 zijn er wereldwijd 23 productievestigingen in Europa, Amerika en Azië en verkoopt zijn producten in meer dan 100 landen. Wacker heeft ca. 14.400 werknemers en de omzet bedroeg 8,21 miljard euro in 2022.

## Bedrijfsonderdelen
Wacker Chemie heeft vier bedrijfsonderdelen:
- Polysilicon
- Siliconen
- Polymeren
- Biosolutions

Deze vier zijn allemaal gebaseerd op de twee hoofdgrondstoffen silicium en etheen. De afdeling Polysilicon produceert hoog zuiver polysilicium voor de solarmarkt. Silicones bedient verschillende industrieën, zoals de auto-, verf- textiel-, papier- en bouwindustrie.
Uitgaande van etheen produceert de sector Polymers de tussenproducten VAM (Vinylacetaat Monomeer) en VAE (Vinylacetaat Etheen Copolymeer) en bedient vooral de bouwmarkt van dispersiepoeders. Biosolutions richt zich op biotechnologisch gefabriceerde producten en zet bovendien etheen in keten om.

## Geschiedenis
Wacker Chemie is voortgekomen uit het consortium Elektrochemische Industrie GmbH dat in 1903 werd opgericht. Tussen 1903 en 1914 was
dr. Alexander Wacker werkzaam als algemeen directeur en heeft van hier uit in 1914 de Wacker-Chemie GmbH opgericht.
Op 10 april 2006 kreeg het bedrijf een beursnotering aan de Deutsche Börse in van Frankfurt.